# San José La Máquina
San José La Máquina («San José»: en honor a su santo patrono José de Nazaret) es un municipio del departamento de Suchitepéquez, en la República de Guatemala. Es el municipio N.º 338 de la República y fue creado el 12 de febrero de 2014, cuando fue segregado del municipio de Cuyotenango.
En 1974 se vio fuertemente afectado por una fuerte erupción del volcán de Fuego.

## Geografía física

### Clima
La cabecera municipal de San José La Máquina tiene clima cálido y tropical; (Clasificación de Köppen: Am).
| Parámetros climáticos promedio de San José La Máquina | Parámetros climáticos promedio de San José La Máquina | Parámetros climáticos promedio de San José La Máquina | Parámetros climáticos promedio de San José La Máquina | Parámetros climáticos promedio de San José La Máquina | Parámetros climáticos promedio de San José La Máquina | Parámetros climáticos promedio de San José La Máquina | Parámetros climáticos promedio de San José La Máquina | Parámetros climáticos promedio de San José La Máquina | Parámetros climáticos promedio de San José La Máquina | Parámetros climáticos promedio de San José La Máquina | Parámetros climáticos promedio de San José La Máquina | Parámetros climáticos promedio de San José La Máquina | Parámetros climáticos promedio de San José La Máquina |
| Mes                                                   | Ene.                                                  | Feb.                                                  | Mar.                                                  | Abr.                                                  | May.                                                  | Jun.                                                  | Jul.                                                  | Ago.                                                  | Sep.                                                  | Oct.                                                  | Nov.                                                  | Dic.                                                  | Anual                                                 |
| ----------------------------------------------------- | ----------------------------------------------------- | ----------------------------------------------------- | ----------------------------------------------------- | ----------------------------------------------------- | ----------------------------------------------------- | ----------------------------------------------------- | ----------------------------------------------------- | ----------------------------------------------------- | ----------------------------------------------------- | ----------------------------------------------------- | ----------------------------------------------------- | ----------------------------------------------------- | ----------------------------------------------------- |
| Temp. máx. media (°C)                                 | 31.6                                                  | 32.1                                                  | 32.8                                                  | 32.4                                                  | 31.8                                                  | 30.8                                                  | 31.1                                                  | 31.1                                                  | 30.3                                                  | 30.2                                                  | 30.3                                                  | 30.9                                                  | 31.3                                                  |
| Temp. media (°C)                                      | 25.1                                                  | 25.6                                                  | 26.5                                                  | 26.7                                                  | 26.7                                                  | 26.2                                                  | 26.2                                                  | 26.2                                                  | 25.8                                                  | 25.5                                                  | 25.2                                                  | 24.9                                                  | 25.9                                                  |
| Temp. mín. media (°C)                                 | 18.7                                                  | 19.2                                                  | 20.3                                                  | 21.1                                                  | 21.7                                                  | 21.6                                                  | 21.4                                                  | 21.4                                                  | 21.3                                                  | 20.8                                                  | 20.2                                                  | 19.0                                                  | 20.6                                                  |
| Precipitación total (mm)                              | 16                                                    | 18                                                    | 58                                                    | 152                                                   | 377                                                   | 539                                                   | 409                                                   | 449                                                   | 576                                                   | 565                                                   | 128                                                   | 30                                                    | 3317                                                  |
| Fuente: Climate-Data.org                              |                                                       |                                                       |                                                       |                                                       |                                                       |                                                       |                                                       |                                                       |                                                       |                                                       |                                                       |                                                       |                                                       |

### Ubicación geográfica
San José La Máquina está localizado en el departamento de Suchitepéquez y está rodeados por municipios de dicho departamento:
- Noreste: San Francisco Zapotitlán y Mazatenango
- Oeste: Cuyotenango
- Norte: Mazatenango[2]

|                    | Norte: Mazatenango | Nordeste: San Francisco Zapotitlán Mazatenango |
| Oeste: Cuyotenango |                    |                                                |
|                    |                    |                                                |

## Gobierno municipal
Los municipios se encuentran regulados en diversas leyes de la República, que establecen su forma de organización, lo relativo a la conformación de sus órganos administrativos y los tributos destinados para los mismos.  Aunque se trata de entidades autónomas, se encuentran sujetas a la legislación nacional. Las principales leyes que rigen a los municipios en Guatemala desde 1985 son:
| N.º | Ley                                                | Descripción |
| --- | -------------------------------------------------- | --- |
| 1   | Constitución Política de la República de Guatemala | Tiene una regulación legal específica para los municipios en los artículos 253 al 262. |
| 2   | Ley Electoral y de Partidos Políticos              | Ley de carácter constitucional aplicable a los municipios en el tema de la conformación de sus autoridades electas. |
| 3   | Código Municipal                                   | Decreto 12-2002 del Congreso de la República de Guatemala. Tiene la categoría de ley ordinaria y contiene preceptos generales aplicables a todos los municipios, e inclusive contiene legislación referente a la creación de los municipios.             |
| 4   | Ley de Servicio Municipal                          | Decreto 1-87 del Congreso de la República de Guatemala. Regula las relaciones entra la municipalidad y los servidores públicos en materia laboral. Tiene su base constitucional en el artículo 262 de la constitución que ordena la emisión de la misma. |
| 5   | Ley General de Descentralización                   | Decreto 14-2002 del Congreso de la República de Guatemala. Regula el deber constitucional del Estado, y por ende del municipio, de promover y aplicar la descentralización y desconcentración económica y administrativa.                                |

El gobierno de los municipios de Guatemala está a cargo de un Concejo Municipal mientras que el código municipal —que tiene carácter de ley ordinaria y contiene disposiciones que se aplican a todos los municipios de Guatemala— establece que «el concejo municipal es el órgano colegiado superior de deliberación y de decisión de los asuntos municipales […] y tiene su sede en la circunscripción de la cabecera municipal». Por último, el artículo 33 del mencionado código establece que «[le] corresponde con exclusividad al concejo municipal el ejercicio del gobierno del municipio».
El concejo municipal se integra con el alcalde, los síndicos y concejales, electos directamente por sufragio universal y secreto para un período de cuatro años, pudiendo ser reelectos.
Existen también las Alcaldías Auxiliares, los Comités Comunitarios de Desarrollo (COCODE), el Comité Municipal del Desarrollo (COMUDE), las asociaciones culturales y las comisiones de trabajo. Los alcaldes auxiliares son elegidos por las comunidades de acuerdo a sus principios, valores, procedimientos y tradiciones, estos se reúnen con el alcalde municipal el primer domingo de cada mes. Los Comités Comunitarios de Desarrollo y el Consejo Municipal de Desarrollo tiene como función organizar y facilitar la participación de las comunidades priorizando necesidades y problemas.

## Historia

### Erupción del volcán de Fuego de 1974
La actividad sísmica se inició el 15 de octubre de 1974 cuando los pobladores de las comunidades situadas en las faldas del volcán reportaron que a las 2:00 a. m. se registró un temblor seguido de estruendos y lluvia de ceniza que impidió que el sol iluminara los poblados de Tiquisate, Retalhuleu, Champerico, San José La Máquina y San Pedro Yepocapa cuando amaneció unas horas más tarde, lo que obligó al gobierno del general Kjell Eugenio Laugerud García a evacuar a los habitantes. Muchos de los evacuados se lamentaron por la pérdida de todas sus pertenencias, especialmente de los animales domésticos que criaban para consumo familiar y mientras que la ceniza alcanzaba lugares tan alejados como los estados mexicanos de Chiapas y Oaxaca, al punto que las autoridades mexicanas estaban en estado de alerta por la intensidad de las ráfagas de ceniza que los alcanzaban.
Uno de los poblados más afectados fue San Pedro Yepocapa, el cual quedó parcialmente sepultados por la arena que expulsó el volcán tras cuatro días de intensa erupción; aproximadamente mil cien vecinos de la finca Morelia y anexos fueron trasladados al hipódromo de Santa Lucía Cotzumalguapa, Escuintla o a albergues temporales en Patulul, Suchitepéquez. En el entonces parcelameinto La Máquina los pequeños agricultores perdieron casi toda su cosecha, quedando prácticamente desamparado porque sus cultivos murieron bajo la lluvia de ceniza del volcán, mientras que las grandes plantaciones de café reportaron pérdidas considerables ya que la arena que cayó provocó la caída del grano. Una situación similar ocurrió en Coatepeque.

### Fundación del municipio
El municipio fue fundado el 12 de febrero de 2014, cuando fue segregado de Cuyotenango.